# Еворська церковна провінція
Ево́рська церко́вна прові́нція (лат. Provincia ecclesiastica Eborensis) — провінція Католицької церкви в Португалії, з центром у місті Евора. Заснована 1540 року. Охоплює терени Південної Португалії. До складу провінції входить Еворська архідіоцезія та її суфраганні діоцезії — Безька і Фаруська . 

## Склад
1. Безька діоцезія
2. Еворська архідіоцезія
3. Фаруська діоцезія